# Sciadia
Sciadia is een geslacht van vlinders van de familie spanners (Geometridae).

## Soorten
- S. dolomitica Huemer & Hausmann, 2009
- S. septaria (Guénée, 1858)
- S. slovenica Leraut, 2008
- S. tenebraria (Esper, 1806)